# Boriana Stoyánova
Boriana Stoyánova (Sofía, Bulgaria, 3 de noviembre de 1969) es una gimnasta artística búlgara, especialista en la prueba de salto de potro
con la que logró ser campeona mundial en 1983.

## 1983
En el Mundial de Budapest 1983 gana la medalla de oro en salto —por delante de las rumanas Lavinia Agache y Ecaterina Szabo— y el bronce en suelo, tras de nuevo Ecaterina Szabo (oro) y la soviética Olga Mostepanova (plata).